# 岙
岙，本來的正體字是「嶴」，意為山中深奧處，原指三面环山的小型半盆地地形。处于此类地形中的村落多以“岙”为名，演变成一种聚落类型，主要见于浙江和福建两地的山地和岛屿。“大岙”是指此类地形中的较大的居民点，该名称普遍出现在浙闽两地。如洞头县县城即名北岙。

## 字体简化
「岙」未見於古文獻，疑是近代生造的簡化字，仿照「袄（襖）」造出。根據1958年商務印書館編的《四角號碼漢字簡化及異體字檢字表》，「嶴」在文字改革委員會1956年編印的《第二批異體字整理表（初稿）》中作為「岙」的「異體字」被精簡掉，但是這個異體字表後來沒有公佈實行，「岙」字也沒有經文字改革委員會正式定為簡化字。1965年的《印刷通用漢字字形表》，1971年版《新華字典》已有收入「岙」當成正寫看待。